# Wutthikai Pathan
Wutthikai Pathan (thailändisch วุฒิไกร ปาทาน; * 9. Januar 1995 in Bangkok) ist ein thailändischer Fußballspieler.

## Karriere
Wutthikai Pathan erlernte das Fußballspielen in der Jugendmannschaft des Erstligisten Buriram United in Buriram. Hier unterschrieb er 2017 auch seinen ersten Profivertrag. Im März verließ er Buriram und wechselte für vier Monate nach Südkorea. Hier schloss er sich bis Ende Juni 2018 dem Yangpyeong FC aus Yangpyeong an. Für den Club absolvierte er drei Spiele in der dritten Liga, der K3 League Advance. Im Juli 2018 kehrte er nach Thailand zurück und unterschrieb einen Vertrag beim Chainat Hornbill FC. Der Club aus Chainat spielte in der ersten Liga, der Thai League. Ende 2019 musste der Club den Weg in die zweite Liga antreten. Mitte 2020 unterschrieb er einen Vertrag beim Erstligisten Trat FC in Trat. Für Trat absolvierte er 2020 ein Erstligaspiel. Ende 2020 wurde sein Vertrag nicht verlängert. Den Rest der Saison spielte er beim Drittligisten Muang Loei United FC. Mit dem Verein trat er in der North/Eastern Region der dritten Liga an. Mit dem Verein feierte er am Ende der Saison die Vizemeisterschaft. In den Aufstiegsspielen zur zweiten Liga konnte man sich nicht durchsetzen. Zu Beginn der Saison 2021/22 unterschrieb er einen Vertrag beim Zweitligisten Customs Ladkrabang United FC. Für den Verein aus der Hauptstadt Bangkok betritt er zwölf Zweitligaspiele. Anfang August 2022 wechselte er in die dritte Liga. Hier schloss er sich dem in der Southern Region spielenden Pattani FC an. Nach 34 Drittligaspielen wechselte er im Sommer 2024 in die Northern Region. Hier schloss er sich in Chiangmai dem Chiangmai FC an.